# Solomon Goldsmith
Solomon Goldsmith è un personaggio dell'anime e manga BLOOD+ di Junichi Fujisaku.
Solomon è uno dei personaggi più complessi dell'intera serie, una delle cinque frecce, i cavalieri soldati fortissimi al servizio di Diva, il loro comandante a cui deve la sua nuova vita, infatti in realtà Solomon ha quasi 100 anni anche se dimostra sempre un'età giovanile.

## Storia

### Passato
Prima che iniziasse la storia che viene raccontata nell'anime, Solomon era un medico che prestava soccorso ai soldati nella prima guerra mondiale. Viveva in un castello insieme a suo fratello Amshel, un ricercatore scientifico ossessionato dalla ricerca dell'immortalità. Proprio per volere di Amshel a Solomon gli verrà iniettato il virus, diventando una creatura dotata di straordinarie capacità.

### Nel presente
Solomon incontra Saya durante una festa dove ha l'occasione di ballare con lei, qui conoscendola si innamora di lei. Tornato nella sua base non accetta l'idea che hanno gli altri fratelli di voler uccidere Saya. Il suo obiettivo è invece cercare di riuscire a fare in modo che lei si unisca alla organizzazione. Senza avvertire i fratelli incontra Saya finendo poi per combattere contro Haji, la sfida continua finché arriva proprio Amshel  ad interromperlo. In seguito, comprendendo che Saya mai si unirà alla sorella, decide prima agendo nell'ombra e poi all'aperto di tradire Diva e la sua squadra per amore di Saya.  Arriverà a sfidare l'organizzazione al completo dove sarà sconfitto brutalmente dal loro comandante. Lo lasceranno in vita e alla fine combatterà a difesa della sua amata sino alla sua morte avvenuta durante la sfida con un altro ex-compagno, James. 

## Carattere
Solomon è sempre sorridente, gentile, sembra essere un uomo di classe, tanto da guadagnare il rispetto di Haji e l'appellativo di "favorito" da parte di Diva. Anche Saya non sembra essere impassibile di fronte ai sentimenti del ragazzo. Lo vediamo anche spietato con chi cerca di fargli del male come nel caso di due Schiff che farà a pezzi.

## Tecniche
Oltre a trasformarsi in mostro riesce a volare e la sua mano destra si trasforma in una spada, inoltre riesce anche ad emettere una sorta di onda di aria compressa dalla mano, ben visibile nei suoi scontri più difficili, contro Haji e contro Amshel.